# Kamenski Vučjak
Kamenski Vučjak je naselje u Republici Hrvatskoj u Požeško-slavonskoj županiji, u sastavu općine Brestovac.

## Zemljopis
Kamenski Vučjak je smješten oko 26 km sjeverozapadno od Brestovca, na obrnocima planine Papuk na cesti Kamenska - Voćin.

## Znamenitosti
- Kamengrad, kompleks utvrda[4]

## Stanovništvo
Prema popisu stanovništva iz 2011. godine Kamenski Vučjak je imao 6 stanovnika.
| broj stanovnika | 88    | 111   | 104   | 129   | 144   | 247   | 338   | 326   | 138   | 160   | 175   | 184   | 104   | 89    | 5     | 6     | 1     |
|                 | 1857. | 1869. | 1880. | 1890. | 1900. | 1910. | 1921. | 1931. | 1948. | 1953. | 1961. | 1971. | 1981. | 1991. | 2001. | 2011. | 2021. |